# Luciano González
Luciano González (n. 1997, La Rioja, Provincia La Rioja, Argentina) este un jucător de rugby în XV ce a reprezentat Argentina, medaliat olimpic. A participat la o ediție a Jocurilor Olimpice (2020) în care a câștigat o medalie de bronz.

## Participări
Lista de mai jos prezintă principalele competiții la care a participat Luciano González de-a lungul carierei.
- Rugby în VII la Jocurile Olimpice de vară din 2020 - turneul masculin[1]